# Jef Raskin

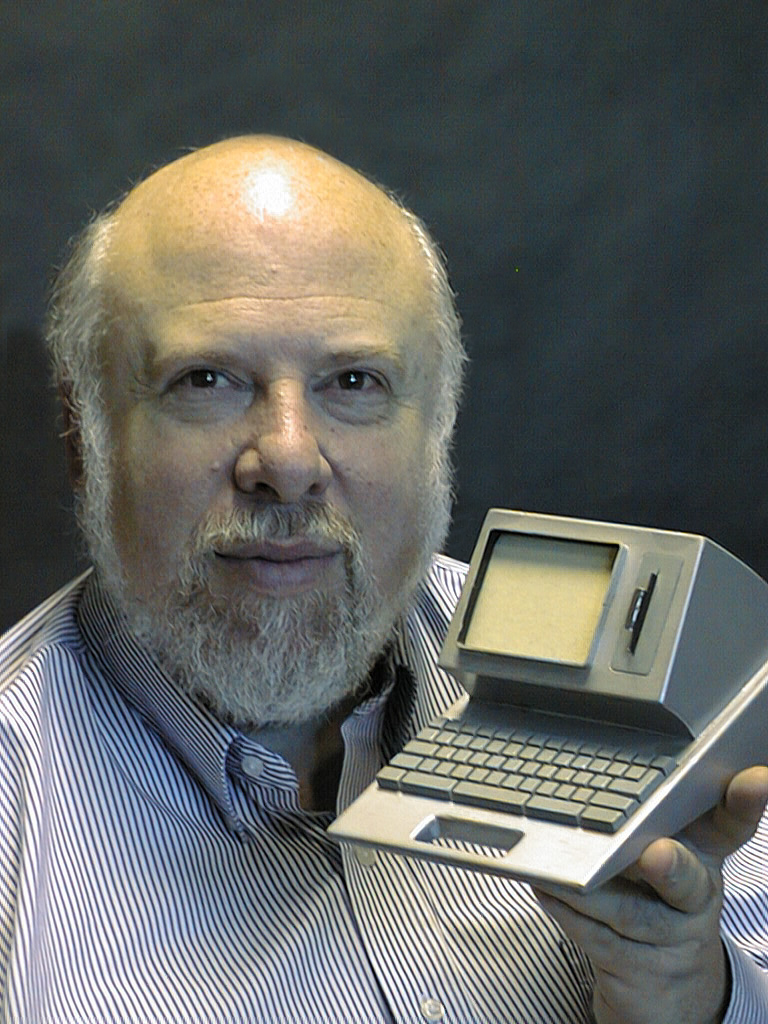
Jef Raskin met een Canon Cat model

Jef Raskin (New York, 9 maart 1943 – Pacifica (Californië), 26 februari 2005) was een Amerikaanse ontwerper van interfaces. Hij is bekend geworden als bedenker van de naam van de Apple Macintosh computers van Apple. Echter Raskin wilde er een compacte, betaalbare tekst-gebaseerde computer van maken. Steve Jobs nam in 1981 het project over en zette de ontwikkeling voort op basis van de Lisa grafische gebruikers interface die geïnspireerd was op Xerox PARC-architectuur.
In januari 1978 ging hij als 31ste personeelslid bij Apple werken. Samen met zijn vroegere student Bill Atkinson begon hij in 1979 aan het Apple Macintosh-project. Het project werd vernoemd naar zijn favoriete appel (de McIntosh). Om problemen met het Amerikaanse audiomerk McIntosh te voorkomen, werd de naam gespeld als Macintosh. Raskin bedacht onder andere het principe van click and drag, klikken en slepen: een bestand manipuleren door een icoon aan te klikken en te verslepen. Steve Jobs trok het Macintosh-project in 1981 uit Raskins handen en maakte er een op de Xerox PARC-architectuur gebaseerde computer van. Raskin verliet Apple in 1982.
Hij ontwierp de Canon Cat, een kleine computer met een tekstuele interface, die niet aansloeg. In 2000 verscheen zijn boek The Humane Interface, dat beschouwd wordt als een standaardwerk op het gebied van interfaces.
Raskin was sinds 1981 gehuwd met Linda Blum. Het paar kreeg drie kinderen. In januari 2005 werd alvleesklierkanker bij hem geconstateerd. Jef Raskin overleed een maand later, op 61-jarige leeftijd.